# Säsong 15 av Simpsons
Den femtonde säsongen av Simpsons pågick från 2 november 2003 och avslutades 23 maj 2004 och hade fem episoder från den fjortonde produktionslinjen. Säsongen hade som mest 16,2 miljoner tittare och minst 6,2 miljoner tittare med ett genomsnitt på 10,59 miljoner. Avsnittet The Way We Weren't var nominerad till Emmy Award för Outstanding Animated Program (for programming one hour or less) där också låten "Vote for a Winner" i avsnittet The President Wore Pearls av Alf Clausen och Dana Gould blev nominerad för "Outstanding Individual Achievement in Music and Lyrics". Alf Clausen blev också nominerad till "Outstanding Individual Achievement in Music Composition for a Series (Dramatic Underscore)" under Emmy Award för Treehouse of Horror XIV. Avsnittet The Fat and the Furriest vann Environmental Media Award för "Best Television Episodic Comedy".
Till Writers Guild of America Award nominerades Michael Price för My Mother the Carjacker, Joel H. Cohen för Today I Am a Clown, Julie Chambers & David Chambers för Milhouse Doesn't Live Here Anymore, Don Payne för Fraudcast News samt Ian Maxtone-Graham för Catch 'em If You Can Won som även vann.

## Lista över avsnitt
| Nr i serien | Nr i säsongen | Titel                                                               | Regissör                              | Författare                                           | Sändningsdatum   | Produktkod |
| --- | ------------- | ------------------------------------------------------------------- | ------------------------------------- | ---------------------------------------------------- | ---------------- | ---------- |
| 314 | 1             | "Treehouse of Horror XIV"                                           | Steve Dean Morbid (Steven Dean Moore) | Triple Admiral John Swartzwelder (John Swartzwelder) | 2 november 2003  | EABF21     |
| Bart bråkar med Lisa då hon fått allt det goda godiset och Homer bestämmer sig för att ställa allt till rätta. Därefter gnäller Kang & Kodos att familjen Simpsons firar Halloween i november då man brukar förbereda julen. Reaper Madness - Döden kommer för att hämta Bart men Homer dödar honom vilket gör att döden upphör att existera tills Homer blir den nya liemannen. Homer trivs med uppgiften tills han får i uppdrag att döda Marge. Frinkenstein - Professor Frink vinner Nobelpriset i fysik. Innan han reser till Stockholm väcker han sin fader till liv men då han saknar flera organ ger han sig på levande människor och stjäl deras organ. Stop the World, I Want to Goof Off - Bart köper ett stoppur som stoppar tiden och tillsammans med Milhouse utsätter de Springfields invånare för bus men får problem då de blir upptäckta. Gästskådespelare: Dudley Herschbach, Jennifer Garner, Jerry Lewis och Oscar de la Hoya. |               |                                                                     |                                       |                                                      |                  |            |
| 315 | 2             | "My Mother the Carjacker"                                           | Nancy Kruse                           | Michael Price                                        | 9 november 2003  | EABF18     |
| Då Marge vinner en t-shirt gör Homer allt för att vinna en egen tröja och upptäcker ett kryptiskt meddelande i tidningen till honom vilket leder att han tillsammans med Bart träffar på Mona igen. Mona blir senare gripen av polisen men vinner målet mot Mr. Burns men åker dit igen. Gästskådespelare: Glenn Close. |               |                                                                     |                                       |                                                      |                  |            |
| 316 | 3             | "The President Wore Pearls"                                         | Mike B. Anderson                      | Dana Gould                                           | 16 november 2003 | EABF20     |
| På Springfield Elementary anordnas en kasinokväll som spårar ut och en ny elevrådsordförande utses, Lisa vinner över Nelson. Lisa blir sedan lurad att godkänna att idrott, musik och bild stryks ur kursplanen och får hela skolans elever mot sig. Gästskådespelare: Marcia Wallace och Michael Moore. |               |                                                                     |                                       |                                                      |                  |            |
| 317 | 4             | "The Regina Monologues"                                             | Mark Kirkland                         | John Swartzwelder                                    | 23 november 2003 | EABF22     |
| Bart öppnar ett museum som genererar en inkomst på 3000 dollar innan han tvingas stänga det. Han tar med sig familjen till London där Homer fängslas då han kör på vagnen som tillhör Drottning Elizabeth II med hennes kungliga höghet inuti. Gästskådespelare: Evan Marriott, Sir Ian McKellen, Jane Leeves, J.K. Rowling och Tony Blair. |               |                                                                     |                                       |                                                      |                  |            |
| 318 | 5             | "The Fat and the Furriest"                                          | Matthew Nastuk                        | Joel H. Cohen                                        | 30 november 2003 | EABF19     |
| Homer köper en godismaskin men hamnar senare i en fejd med en björn på soptippen och fångas av en videokamera och blir utskämd i hela Springfield så han bestämmer sig för att ge igen på björnen. Gästskådespelare: Charles Napier. |               |                                                                     |                                       |                                                      |                  |            |
| 319 | 6             | "Today, I am a Clown"                                               | Nancy Kruse                           | Joel H. Cohen                                        | 7 december 2003  | FABF01     |
| Doktor Hibbert kommer och överlämnar åtta valpar som hans tik fått med Santa's Little Helper. Familjen bestämmer sig för att ge bort valparna och en går till Krusty. Då Krusty promenerar med valpen märker han att han inte finns med på judarnas stjärngata. Han får då reda på att det är för att han inte haft någon bar mitzvah, han bestämmer sig då för att förbättra sin tro så han kan få en bar mitzvah vilket leder till att Homer får en egen talkshow på Sabbaten. Gästskådespelare: Jackie Mason och Mr. T. |               |                                                                     |                                       |                                                      |                  |            |
| 320 | 7             | "'Tis the Fifteenth Season"                                         | Steven Dean Moore                     | Michael Price                                        | 14 december 2003 | FABF02     |
| Mr. Burns ger Homer ett värdefullt samlarkort med Joe DiMaggio istället för julbonus. Han säljer kortet till Comic Book Guy och tillsammans med familjen förbereder de julen. Familjen blir arg på Homer då det visar sig att han för en stor del av pengarna köpt en meningslös pryl till sig själv. Då han senare ser Mr. Mcgrew i En julsaga bestämmer han sig för att bli mindre självisk. |               |                                                                     |                                       |                                                      |                  |            |
| 321 | 8             | "Marge vs. Singles, Seniors, Childless Couples and Teens, and Gays" | Bob Anderson                          | Jon Vitti                                            | 4 januari 2004   | FABF03     |
| Maggie och Marge går till en konsert med Roofi, en sångare som resten av familjen avskyr. Konserten spårar ur och då bestämmer sig stadens barnlösa för att kämpa mot barnfamiljer. Marge bestämmer sig för att ta med "Familjen först" på valsedeln, men det visar sig lönlöst tills Bart och Lisa hjälper till. Gästskådespelare: Marcia Wallace. |               |                                                                     |                                       |                                                      |                  |            |
| 322 | 9             | "I, (Annoyed Grunt)-Bot"                                            | Lauren MacMullan                      | Allen Glazier & Dan Greaney                          | 11 januari 2004  | FABF04     |
| Då Homer märker att han inte är händig då han försöker bygga ihop Barts nya cykel bygger han en robot med sig själv inuti, och de tillsammans medverkar i tävlingen Robot Rumble, men Homer blir orolig då de kommer till finalen. Lisa blir olycklig då Snowball II dör, men Marge övertalar henne att skaffa en ny katt. Den dör också och så rullar det på tills Eleanor ger henne Snowball V. |               |                                                                     |                                       |                                                      |                  |            |
| 323 | 10            | "Diatribe of a Mad Housewife"                                       | Mark Kirkland                         | Robin J. Stein                                       | 25 januari 2004  | FABF05     |
| Marge börjar skriva en novellen "The Harpooned Heart", baserat på hennes liv. Hon blir rädd för vad Homer ska tycka om boken, men då han anser att den är okej bestämmer hon sig för att skicka in boken till ett förlag. Homer köper en ambulans och börjar jobba som ambulanschaufför. Gästskådespelare: Ashley Olsen, Mary-Kate Olsen, Thomas Pynchon och Tom Clancy. |               |                                                                     |                                       |                                                      |                  |            |
| 324 | 11            | "Margical History Tour"                                             | Mike B. Anderson                      | Brian Kelley                                         | 8 februari 2004  | FABF06     |
| Marge tar med sig barnen till biblioteket där de upptäcker att det inte finns några vettiga böcker. Marge börjar då berättar tre historier med rollfigurerna från Simpsons om Henrik VIII, Sacagawea och Mozart. |               |                                                                     |                                       |                                                      |                  |            |
| 325 | 12            | "Milhouse Doesn't Live Here Anymore"                                | Matthew Nastuk                        | David Chambers & Julie Chambers                      | 15 februari 2004 | FABF07     |
| Milhouse flyttar till Capital City och Bart blir deprimerad tills han börjar umgås med Lisa. Homer börjar tigga för att ha råd med fina presenter till Marge. Gästskådespelare: Dick Tufeld, Isabel Sanford, Marcia Wallace, Nick Bakay och William Daniels. |               |                                                                     |                                       |                                                      |                  |            |
| 326 | 13            | "Smart and Smarter"                                                 | Steven Dean Moore                     | Carolyn Omine                                        | 22 februari 2004 | FABF09     |
| Då Maggie är omedveten av att Lisa fuskar sig till ett IQ på 167 får hon börja på Wickerbottom's Pre-Nursery School. Lisa känner inte igen sig då hon inte längre anser sig vara den smartaste och rymmer. Gästskådespelare: Simon Cowell. |               |                                                                     |                                       |                                                      |                  |            |
| 32 | 14            | "The Ziff Who Came to Dinner"                                       | Nancy Kruse                           | Dan Castellaneta & Deb Lacusta                       | 14 mars 2004     | FABF08     |
| Homer tar med barnen på en skräckfilm och barnen blir sen rädda för allt. De tror att någon är på vinden och de visar sig vara Artie som är på rymmen från myndigheterna. Han lurar sen Homer att ta över hans företag. Gästskådespelare: Jon Lovitz. |               |                                                                     |                                       |                                                      |                  |            |
| 328 | 15            | "Co-Dependent's Day"                                                | Bob Anderson                          | Matt Warburton                                       | 21 mars 2004     | FABF10     |
| Medan Bart och Lisa försöker få Randall Curtis att återgå i sina filmer till ett mera klassiskt status besöker Homer och Marge en vingård. Homer och Marge börjar umgås mera och dricka men tvingas sluta då Homer kraschar med bilen och får Marge att tro att hon kraschade bilen. Gästskådespelare: Brave Combo och Marcia Wallace. |               |                                                                     |                                       |                                                      |                  |            |
| 329 | 16            | "The Wandering Juvie"                                               | Lauren MacMullan                      | Don Payne                                            | 28 mars 2004     | FABF11     |
| Bart anordnar ej fejkat bröllop mellan sig och "Lotta Cooties" för att få bröllopspresenter som han lämnar tillbaka för tillgodohavande men åker dit. Han hamnar i ungdomsfängelse där Homer börjar jobba för att kunna vakta honom. Under fängelsets danskväll tvingas han rymma med Gina. Gästskådespelare: Charles Napier, Jane Kaczmarek, Marcia Wallace och Sarah Michelle Gellar. |               |                                                                     |                                       |                                                      |                  |            |
| 330 | 17            | "My Big Fat Geek Wedding"                                           | Mark Kirkland                         | Kevin Curran                                         | 18 april 2004    | FABF12     |
| Det är dags för bröllop mellan Skinner och Krabappel, men Seymour erkänner att han är rädd för att binda sig under sin svensexa. Då Edna får reda på det bryter hon förlovningen och hittar kärleken hos Jeff Albertson medan Seymour försöker få tillbaka Edna. Gästskådespelare: Marcia Wallace och Matt Groening. |               |                                                                     |                                       |                                                      |                  |            |
| 331 | 18            | "Catch 'Em If You Can"                                              | Matthew Nastuk                        | Ian Maxtone-Graham                                   | 25 april 2004    | FABF14     |
| Homer och Marge ska åka till Dayton, Ohio för att fira farbror Tyrones födelsedag men åker istället till Florida. Då Bart och Lisa får reda på att de inte är i Dayton utan i Florida börjar en katt och råtta-lek då Homer och Marge åkte till Florida för att få vara i fred. Med barnen åker också Abraham till Florida och han försöker impa på tjejerna och det går inte så bra. |               |                                                                     |                                       |                                                      |                  |            |
| 332 | 19            | "Simple Simpson"                                                    | Jim Reardon                           | Jon Vitti                                            | 2 maj 2004       | FABF15     |
| Under tiden som Homer är domare i en gristävling ser han hur Rich Texan gör Lisa deprimerad då han dömer ut hennes dukning. Homer klär sig då ut till "Pie Man" och kastar en paj i ansikte på Rich Texan. Därefter börjar "Pie Man" ge sig på dem som förtjänar det men får polisen efter sig då det han gör är olagligt, "Pie Man" får sen problem då Mr. Burns avslöjar hans rätta identitet. Gästskådespelare: Nichelle Nichols. |               |                                                                     |                                       |                                                      |                  |            |
| 333 | 20            | "The Way We Weren't"                                                | Mike B. Anderson                      | J. Stewart Burns                                     | 9 maj 2004       | FABF13     |
| Under en familjerättegång erkänner Homer att Marge inte var hans första kärlek. Homer berättar om sin första kärlek som var en anonym tjej. Under tiden han berättar historien kommer Marge fram till att det var hon som var den anonyma tjejen och hon berättar hur Homer krossade hennes hjärta under namnet "Elvis Jagger Abdul-Jabbar". |               |                                                                     |                                       |                                                      |                  |            |
| 334 | 21            | "Bart-Mangled Banner"                                               | Steven Dean Moore                     | John Frink                                           | 16 maj 2004      | FABF17     |
| Bart drabbas av biverkan och blir temporärt döv efter vaccinerat sig. I skolan visar han rumpan av misstag till USA:s flagga och hela familjen blir avskydd. Springfield byter namn sen till Libertyville och efter ett tal i kyrkan av Lisa blir familjen gripen och förflyttas till ett fort där de ska hjärntvättas. Gästskådespelare: Marcia Wallace. |               |                                                                     |                                       |                                                      |                  |            |
| 335 | 22            | "Fraudcast News"                                                    | Bob Anderson                          | Don Payne                                            | 23 maj 2004      | FABF18     |
| Efter att Homer förstört en av stadens sevärdheter upptäcker Mr. Burns att han är avskydd då man tror att han dött. Han bestämmer sig för att köpa upp alla stadens medier för att förändra synen på honom men får problem då han ska köpa upp Lisas tidning. |               |                                                                     |                                       |                                                      |                  |            |

## Hemvideoutgivningar
Den 4 december 2012 släpptes hela säsongen på DVD och bluray i region 1. Den 3 december samma år släpptes säsongen på DVD i Storbritannien och den 5 december det året även i Sverige.
Den 4 december 2012 släpptes även en samlarutgåva med Otto Mann på omslaget.